# Franklin County (Ohio)
 For alternative betydninger, se Franklin County. (Se også artikler, som begynder med Franklin County)
Franklin County er et county i den amerikanske delstat Ohio. Amtets administration ligger i byen Columbus som også er Ohios hovedstad og den næststørste by i delstaten. Franklin Countys totale areal er 1.407 km² hvoraf 9 km² er vand. I 2000 havde amtet 1.068.978 indbyggere og i 2005 var det 1.090.771.
Amtet ligger i den centrale del af delstaten og grænser op til Delaware County i nord, Licking County i nordøst, Fairfield County i sydøst, Pickaway County i syd, Madison County i vest og mod Union County i nordvest.
Amtet blev grundlagt 30. april 1803, mindre end to måneder efter at Ohio blev USA's 17. delstat, Amtets udbredelse var oprindelig helt til Lake Erie. Amtet har fået sit navn efter Benjamin Franklin.

## Demografi
Ifølge folketællingen fra 2000 boede der 1,068,978 personer i amtet. Der var 438,778 husstande med 263,705 familier. Befolkningstætheden var 765 personer pr. km². Befolkningens etniske sammensætning var som følger: 75.48 % hvide, 17.89 % afroamerikanere.
Der var 438,778 husstande, hvoraf 30.40 % havde børn under 18 år boende. 43.00 % var ægtepar, som boede sammen, 13.00 % havde en enlig kvindelig forsøger som beboer, og 39.90 % var ikke-familier. 30.90% af alle husstande bestod af enlige, og i 7.40 % af tilfældene boede der en person som var 65 år eller ældre.
Gennemsnitsindkomsten for en hustand var $42,734 årligt, mens gennemsnitsindkomsten for en familie var på $53,905 årligt.